# Месть (сезон 1)
Первый сезон американского драматического телесериала «Месть» стартовал на канале ABC 11 сентября 2011 года и завершился 23 мая 2012 года. Сезон состоит из двадцати двух эпизодов.
Созданный Майком Келли, сериал стилизован под мыльные оперы восьмидесятых с элементами триллера и нуара, а главные роли в нём исполняют Мэделин Стоу и Эмили Ванкэмп. В США первый сезон на DVD вышел 21 августа 2012 года.

## Сюжет
Действие сериала происходит в Хамптонсе, богатом городке в Саффолке, на Лонг-Айленде, Нью-Йорк. В город приезжает миллиардерша Эмили Торн (Эмили Ванкэмп), которая на самом деле является Амандой Кларк. Аманда — дочь Дэвида Кларка, считающегося виновным в гибели пассажиров рейса 197 4 июня 1993 года. 31 августа 1993 года он был арестован агентами ФБР и осужден 9 июня 1995 года. Против него свидетельствовали друзья и коллеги Виктория и Конрад Грейсоны (Мэделин Стоу и Генри Черни), секретарша Лидия Дэвис (Эмбер Валлетта) и многие другие. У Дэвида был роман с Викторией, которой пришлось отвернуться от него, когда Конрад пригрозил ей тем, что она может лишиться из-за этого их общего сына, Дэниела (Джошуа Боуман). Дэвид был осуждён за государственную измену и спустя несколько лет умер в тюрьме. После ареста Дэвида Аманду отправили сначала в детский дом, а потом в исправительное учреждение для несовершеннолетних, где она познакомилась с Эмили Торн (Маргарита Левиева). Перед отъездом в детский дом Аманда отдала своему другу Джеку Портеру (Ник Векслер) собаку Сэмми. Когда девушке исполнилось восемнадцать лет и она вышла из колонии для несовершеннолетних, её нашёл Нолан Росс, мультимиллиардер, который достиг успеха благодаря помощи Дэвида. Он сообщает, что её отец был ошибочно осуждён, и ей принадлежит 49 процентов акций его компании.
Спустя годы Аманда решает отомстить тем людям, которые разрушили жизнь её семьи, и возвращается в Хамптонс под именем Эмили Торн. Она арендует тот дом, где жила раньше с отцом, у его нынешней хозяйки — Лидии Дэвис. Лидия становится её первой целью в списке лиц, ответственных за вынесение обвинительного приговора её отцу. Между тем, у неё начинается роман с сыном Виктории Грейсон — Дэниелом, что вызывает озабоченность со стороны Виктории, и женщина начинает наводить справки о прошлом новоприбывшей соседки.
Первая половина сезона была сосредоточена на вхождении Эмили в семейство Грейсонов и недоверии к ней Виктории. Первые четыре эпизода носили более процедурный характер, однако последующие в основном имели четко выраженный горизонтальный сюжет. Финал сезона завершился клиффхэнгером, главной интригой которого было выжила ли Виктория во время крушения самолета, на котором она должна была отправиться в Вашингтон, чтобы дать показания против Конрада.

## Актёры и персонажи
| - Мэделин Стоу — Виктория Грейсон (22 эпизода) - Эмили Ванкэмп — Эмили Торн / Аманда Кларк (22 эпизода) - Габриэль Манн — Нолан Росс (22 эпизода) - Генри Черни — Конрад Грейсон (22 эпизода) - Эшли Мадекве — Эшли Давенпорт (21 эпизод) - Ник Векслер — Джек Портер (22 эпизода) - Джошуа Боуман — Даниэл Грейсон (22 эпизода) - Коннор Паоло — Деклан Портер (21 эпизод) - Криста Б. Аллен — Шарлотта Грейсон (21 эпизод) | - Джеймс Таппер — Дэвид Кларк (13 эпизодов) - Эштон Холмс — Тайлер Бэррол (11 эпизодов) - Маргарита Левиева — Аманда Кларк / Эмили Торн (10 эпизодов) - Эмбер Валлетта — Лидия Дэвис (10 эпизодов) - Эмили Алин Линд — Аманда Кларк в детстве (9 эпизодов) - Макс Мартини — Фрэнк Стивенс (7 эпизодов) - Джеймс Маккефри — Райан Хантли (4 эпизода) - Кортни Б. Вэнс — Бенджамин Брукс (4 эпизода) - Кассиус Уиллис — детектив Роберт Гюнтер (4 эпизода) - Меррин Данги — Барбара Сноу (3 эпизода) - Джамал Дафф — телохранитель Эд (3 эпизода) - Дерек Рэй — Ли Моран (3 эпизода) - Николас Стеджер — Джек Портер в детстве (3 эпизода) - Вероника Картрайт — судья Элизабет Хоторн (2 эпизода) - Си Си Эйч Паундер — Шарон Стайлз (2 эпизода) - Джеймс Моррисон — седовласый мужчина-киллер (3 эпизода) | - Хироюки Санада — Сатоси Такэда (4 эпизода) - Роджер Барт — Лео «Мейсон» Тредуэлл (3 эпизода) - Уильям Дивейн — Эдвард «Дедушка» Грейсон (2 эпизода) - Джеймс Пьюрфой — Доминик Райт (2 эпизода) |

## Эпизоды
| № общий | № в сезоне | Название                        | Режиссёр          | Автор сценария               | Дата премьеры    | Зрители в США (млн) |
| --- | ---------- | ------------------------------- | ----------------- | ---------------------------- | ---------------- | ------------------- |
| 1 | 1          | «Пилотная серия» «Pilot»        | Филлип Нойс       | Майк Келли                   | 21 сентября 2011 | 10,02               |
| Эмили возвращается в Хэмптонс и арендует дом на побережье у Лидии Дэвис (Эмбер Валетта), в котором она раньше жила с отцом, Дэвидом Кларком, 17 лет назад. С помощью своей подруги Эшли она находит людей, которые разрушили её жизнь, и начинает реализовывать свои планы. |            |                                 |                   |                              |                  |                     |
| 2 | 2          | «Доверие» «Trust»               | Филлип Нойс       | Майк Келли и Джо Фаззио      | 28 сентября 2011 | 8,54                |
| Эмили нашла свою следующую цель, Билла Хармона, успешного менеджера хедж-фонда с Уолл-Стрит, верного друга семьи, который свидетельствовал в суде против её отца. Она использует в своих целях Нолана, который не догадывается о её намерениях, а также идет на своё первое свидание с Дэниелом. Между тем Виктория начинает находить больше информации о прошлом Эмили… |            |                                 |                   |                              |                  |                     |
| 3 | 3          | «Предательство» «Betrayal»      | Мэтт Эрл Бизли    | Сальваторе Стабиле           | 5 октября 2011   | 7,68                |
| При помощи своего нового союзника, Нолана, Эмили начинает медленно разрушать жизнь адвоката, который помог посадить её отца за решетку. Виктория втайне скорбит из-за утраченной настоящей любви, а также всё больше узнает о прошлом Эмили. Между тем, Дэниэл не может устоять перед Эмили. |            |                                 |                   |                              |                  |                     |
| 4 | 4          | «Двуличность» «Duplicity»       | Мэтт Шекман       | Уэнди Калхун                 | 12 октября 2011  | 7,90                |
| Следующая цель Эмили - доктор Мишель Бэнкс (Эми Ландекер), психиатр, которая несет ответственность за её заключение в специальное коррекционное учреждение в детстве, в то время, когда её отец был в тюрьме. Дэниэл видит, что Эмили ужинала с Джеком, и после этого идет и напивается в баре с Тайлером (Эштон Холмс). Конрад и Лидия тайно встречаются. |            |                                 |                   |                              |                  |                     |
| 5 | 5          | «Вина» «Guilt»                  | Кен Финк          | Никки Тоскано                | 19 октября 2011  | 7,99                |
| Лидия возвращается в Хэмптонс и намеревается вернуть своё положение в обществе, шантажируя Викторию и Конрада тем, что она может раскрыть их тайну о правде теракта рейса 197. Нолан ставит скрытую камеру в доме Эмили, но позже она оказывается в квартире Лидии, и Нолан узнает, что Лидия обнаруживает доказательства того, что Эмили не та, за кого себя выдает. Эмили подставляет Лидию, делая так, как будто она стоит за крахом Билла Хармона, отставкой сенатора Кингсли и историей с Мишель Бэнкс. Впоследствии Фрэнк проникает в дом Лидии и пытается её убить, но в ходе драки она сама падает с балкона на припаркованное внизу такси. Фрэнк лжет Виктории, что Лидия совершила самоубийство.                                          |            |                                 |                   |                              |                  |                     |
| 6 | 6          | «Интрига» «Intrigue»            | Тим Хантер        | Дэн Дворкин и Джей Битти     | 26 октября 2011  | 8,72                |
| Эмили и Нолан отправляют запись, на которой Фрэнк убивает Лидию, которая сейчас находится в коме, Конраду. Джек предпринимает решительный шаг по завоеванию Эмили, но та отказывает ему. Тайлер подсыпает наркотики в напиток Дэниэля в его первый рабочий день в баре. |            |                                 |                   |                              |                  |                     |
| 7 | 7          | «Шарада» «Charade»              | Сэнфорд Букстэйве | Марк Б. Перри и Джо Фаззио   | 2 ноября 2011    | 8,58                |
| Празднование 25-летия брака Грейсонов омрачено рядом громких скандалов в прессе. Фрэнк раскапывает информацию о прошлом Эмили, с целью вернуть доверие Виктории, и в процессе этого находит поддельную Аманду Кларк (Маргарита Левиева). Тайлер и Нолан спят друг с другом. |            |                                 |                   |                              |                  |                     |
| 8 | 8          | «Вероломство» «Treachery»       | Бобби Рот         | Райан Скотт                  | 16 ноября 2011   | 7,98                |
| Настоящая Эмили признаёт, что убила Френка, а полиция может связать её с Эмили-Амандой. Виктория селит Лидию в своем в доме, дабы контролировать её выздоровление. Дэниэл начинает работать на Конрада. Между тем, Конрад и Виктория решают развестись. |            |                                 |                   |                              |                  |                     |
| 9 | 9          | «Подозрение» «Suspicion»        | Бэтани Руни       | Сальваторе Стабиле           | 23 ноября 2011   | 7,30                |
| Настоящая Эмили отказывается покидать город и начинает сближаться с Джеком, представившись подругой его детства, Амандой. Виктория платит Дэклану, чтобы тот перестал встречаться с Шарлоттой. Эшли застаёт Тайлера и Нолана целующимися. Несмотря на возражения Виктории, Конрад перевозит Лидию из дома и прячет её. |            |                                 |                   |                              |                  |                     |
| 10 | 10         | «Преданность» «Loyalty»         | Джей Миллер Тобин | Уэнди Халхун и Никки Тоскано | 7 декабря 2011   | 7,35                |
| Эмили ставит под сомнение преданность Нолана, когда узнаёт о его романе с Тайлером. Конрад подаёт на развод. Между тем, отношения Джека и настоящей Эмили становятся всё крепче. |            |                                 |                   |                              |                  |                     |
| 11 | 11         | «Принуждение» «Duress»          | Джейми Бэббит     | Элли Трайдман                | 4 января 2012    | 8,06                |
| Незваный гость появляется на частной вечеринке по случаю дня рождения Дэниэла. Конрад и Виктория используют Шарлотту как пешку в деле о разводе. План Эмили-Аманды неожиданно даёт трещину. |            |                                 |                   |                              |                  |                     |
| 12 | 12         | «Бесчестность» «Infamy»         | Мэтт Эрл Бизли    | Дэн Дворкин и Джей Битти     | 11 января 2012   | 7,58                |
| Эмили находит новый объект мести, когда знаменитый писатель возвращается в город. Конрад показывает свою тёмную сторону, втянув Дэниэла в дело о разводе. Неожиданное откровение рушит все планы Эмили относительно Грейсонов. |            |                                 |                   |                              |                  |                     |
| 13 | 13         | «Обязательства» «Commitment»    | Кеннет Финк       | Лиз Тайджелаар               | 18 января 2012   | 7,67                |
| Не без помощи Эмили, Конрад узнаёт, что Шарлотта не его дочь. Виктория приглашает Эмили в поместье Грейсонов и обвиняет её в поджоге дома писателя. На фоне всех неприятностей семьи Даниэл делает предложение Эмили... |            |                                 |                   |                              |                  |                     |
| 14 | 14         | «Восприятие» «Perception»       | Тим Хантер        | Никки Тоскано и Салли Патрик | 8 февраля 2012   | 7,70                |
| Эмили и Дэниел объявляют о своей помолвке, по этому поводу приезжает старший из семьи, Эдвард Грейсон. На вечеринке по случаю помолвки Шарлотта узнаёт, что её настоящий отец Дэвид Кларк. |            |                                 |                   |                              |                  |                     |
| 15 | 15         | «Хаос» «Chaos»                  | Сэнфорд Букстэйве | Марк Фиш и Джо Фэззо         | 15 февраля 2012  | 7,69                |
| Серия немного приоткрывает тайну произошедшего убийства на пляже. Тайлер похищает Аманду. Джек решает изменить свою жизнь и покинуть город, но из-за появления сбежавшей Аманды меняет свои планы. |            |                                 |                   |                              |                  |                     |
| 16 | 16         | «Скандал» «Scandal»             | Кеннет Финк       | Элль Тридман                 | 29 февраля 2012  | 7,53                |
| Дэниелу выдвигают обвинения в убийстве и заключают под стражу. Джек находит в машине куртку Аманды, а в ней чек на крупную сумму. Виктория приходит в дом Эмили и просит не бросать её сына в трудную минуту. |            |                                 |                   |                              |                  |                     |
| 17 | 17         | «Сомнения» «Doubt»              | Мэтт Эрл Бизли    | Филлип Нойс                  | 18 апреля 2012   | 7,77                |
| Для того чтобы Дэниэла выпустили под залог, Виктория нанимает людей для его избиения в тюрьме. Эмили узнаёт об этом. Нолан связывается с писателем Мейсеном Тредвелом и уговаривает его вновь заняться писательской работой. |            |                                 |                   |                              |                  |                     |
| 18 | 18         | «Справедливость» «Justice»      | Бобби Рот         | Салли Патрик                 | 25 апреля 2012   | 7,03                |
| Эмили узнает, что смерть её отца не была случайной. У Деклана отношения с Шарлоттой ухудшаются, когда он свидетельствует в суде, защищая брата, и говорит неправду о том, что на пляже никого не было, а Шарлотте все привиделось, так как она была под действием алкоголя и таблеток. Дэниэл становится все более и более подозрительным из-за того, что к Эмили ходит Джек, и оказывается в доме у Эмили.. |            |                                 |                   |                              |                  |                     |
| 19 | 19         | «Отпущение грехов» «Absolution» | Сэнфорд Букстэйве | Никки Тоскано и Райан Скотт  | 2 мая 2012       | 7,14                |
| Даниэл освобождается. Виктория дает конфиденциальную информацию, что приводит к расследованию на Грейсон Глобал и открытию загадочной фотографии Дэвида Кларка в день, когда он умер. Это приводит Эмили к бывшему секретарю Грейсон Глобал - Кэрол Миллер. Женщина оказывается тетей Нолана. Конрад рассказывает Дэниэлу все о Дэвиде Кларке, также обо всём, что натворила Виктория. Конрад говорит сыну, что он будет будущим руководителем Грейсон Глобал, если Конрад не попадёт в тюрьму. Это слышит Эмили через жучки. Даниэл показывает свою преданность и верность отцу в известном телевизионном интервью ABC News reporter Синтии Макфадден. Конрад также нанимает Эшли, после того, как место работы с Бенджамином Брукс проваливается. |            |                                 |                   |                              |                  |                     |
| 20 | 20         | «Наследие» «Legacy»             | Эрик Ланёвилль    | Дэн Дворкин и Джей Битти     | 9 мая 2012       | 7,01                |
| В 2002 году, Эмили по-прежнему Аманда Кларк, начинает собирать информацию, чтобы убрать семью Грейсонов. Она идет работать под прикрытием, в качестве официантки, на грейсоновской новогодней вечеринке. |            |                                 |                   |                              |                  |                     |
| 21 | 21         | «Горе» «Grief»                  | Рэнди Зиск        | Марк Фиш и Джо Фаззио        | 16 мая 2012      | 6,90                |
| У Эмили происходит тесная связь с Джеком после мучительной потери. Виктория образует новый альянс,который может разрушить Грейсон Глобал и уничтожить Конрада. Шарлотта устраивает вендетту Деклану. |            |                                 |                   |                              |                  |                     |
| 22 | 22         | «Расплата» «Reckoning»          | Сэнфорд Букставер | Майк Келли и Марк Б. Перри   | 23 мая 2012      | 7,85                |
| Эмили движется вперед к финальной стадии своего гениального плана мести для Грейсонов. |            |                                 |                   |                              |                  |                     |